# Doodle.com
Pour les articles homonymes, voir Doodle.
Doodle.com est un site web de planification et de sondage de la société suisse Doodle AG.
Doodle propose plusieurs formules d'abonnement: trial, Pro, Team et Enterprise.
Doodle a été inclus dans la liste de TechRadar des "Meilleures applications de planification de 2023". Ses versions desktop et Android ont reçu des critiques favorables de la part de PCMag, et le logiciel a remporté le prix Editor's Choice du magazine.
L'outil a remporté plusieurs prix, dont les Open Source Awards et les Best of Swiss Web Awards.
Doodle a lancé ses applications Android et iOS en 2014. Les utilisateurs peuvent créer, coordonner et répondre à des enquêtes à l'aide d'applications mobiles et ne sont pas obligés de s'enregistrer pour certaines fonctions.

## Historique
Le site a été créé par Michael Näf en 2003 pour lui-même et ses proches. Devant le succès du service, il en fait son activité professionnelle principale en 2006 et crée la société Doodle AG avec l'aide de Paul E. Sevinç, qu'il a rencontré à l'ETH.
Dans un premier temps accessible à l'adresse www.doodle.ch, le site prend pour adresse www.doodle.com le 21 octobre 2008.
Tamedia, groupe de presse zurichois détenant entre autres 20 minutes prend une participation de 49 % dans la société en 2011 puis devient actionnaire majoritaire en 2014. Les fondateurs quitteront l'entreprise la même année.
En 2019, l'entreprise dispose de tous ses bureaux dans la « zone EMEA » (Europe Middle East & Africa) : Zurich, Berlin, Belgrade et Tel Aviv.
En mai 2025, Christian Fielitz a été nommé nouveau PDG de Doodle, succédant à Renato Profico.

## Service
Doodle.com permet la création de sondages dont les options peuvent être quelconques ou des dates. C'est dans cette dernière fonction, dite encore de synchronisateur, que le site est le plus utilisé, afin de déterminer une date ou un horaire convenant à un maximum de participants, pour convenir d'un rendez-vous.
Une des caractéristiques du site est la possibilité d'accès sans inscription ni connexion, tant pour le créateur du sondage que pour les participants. Il est à présent devenu possible de s'identifier via un compte, notamment pour afficher un agenda en ligne.

## Modèle économique
Doodle.com a plusieurs sources de revenus :
- Les annonces publicitaires présentes sur le site[12].
- Un service premium à destination des particuliers et des entreprises[13].